# Cyclosa pusilla
Cyclosa pusilla là một loài nhện trong họ Araneidae.
Loài này thuộc chi Cyclosa. Cyclosa pusilla được Eugène Simon miêu tả năm 1880.